# Runaway (película de 1984)
Fuera de Control (Runaway) es una película estadounidense de ciencia ficción de 1984 dirigida por Michael Crichton, con actuación de Tom Selleck, Cynthia Rhodes, Gene Simmons y Kirstie Alley.
También el guion de la película fue escrito por Michael Crichton, que advierte con la película sobre los peligros del creciente avance técnico del mundo. 

## Argumento
La película está ambientada en un futuro no muy lejano, en donde los robots son mucho mayor en número, están presentes la sociedad y han cogido los trabajos hechos antes por la gente, como tareas domésticas, trabajo en oficinas, comercio, campesinas o de construcción para ayudar a los humanos. 
En ese futuro vive el sargento de policía de investigación criminal Jack Ramsay, él es viudo y vive junto a su hijo, con su nueva compañera, la agente especial Karen Thompson, forman parte de una brigada especial cuyo fin principal es neutralizar a todos los robots cuando se salen de control y puedan provocar algún daño a la población en las calles, hogares y lugares de trabajo.
De pronto un robot doméstico mata a varias personas, pero ellos intervienen y ambos consiguen neutralizarlo con la ayuda de equipos de alta tecnología, Drones y otros robots trabajando para ellos, pero descubren tras un análisis en su laboratorio, el robot asesino había sido programado para matar a personas con la ayuda de un chip específico, convirtiéndose así en el primer caso de asesinato cometido por un robot. 
Esta situación tan siniestra en la ciudad, pone en alerta a toda la policía para descubrir a más robots con estas fallas, ambos policías se ponen en completa alerta y trabajan en investigar a fondo el caso para atrapar al asesino humano, el programador de ese robot para cometer esos asesinatos en la ciudad.
Pronto descubrirán el misterio de los asesinatos, quien anda detrás de todo esto es el maquiavélico científico Charles Lutherm, él ha desarrollado con ayuda de dos científicos malvados para venderlos a criminales, luego lo mató para encubrir todo lo actuado, esos chips específicos para robots con el propósito de convertirlos en asesinos y pueden matar indiscriminadamente a los humanos en los hogares, trabajos y en las calles. También descubren el crimen fue cometido como una prueba de laboratorio, para comprobar si funcionan en un intento fallido de matar a uno de los científicos, el crimen demuestra funcionan muy bien y pueden ser ofrecidos en otros países. 
Ahora pretende fabricarlos en grandes cantidades, con el objetivo de venderlos a terroristas, organizaciones criminales y de espionaje para así enriquecerse. Tom y Karen ahora tendrán mucho trabajo en las calles, deben ser rápidos y efectivos para evitar más muertes en manos de robots, y el psicópata tenga éxito con sus intenciones. Sin embargo no va a ser nada fácil, porque es el primer caso de esta envergadura. Además es un experto en construir máquinas de matar y tiene en su poder una pistola revolucionaria e imparable, con una bala de posición variable, puede matarlos aunque se escondan de él.
Finalmente Luther rapta al hijo de Ramsay y lo atrae a una trampa suya, con la intención de matar a ambos y conseguir las matrices de los chips alterados para poder fabricarlos, cuando Ramsay con suerte pudo encontrar en un laboratorio, evitando los planes de Luther para conseguirlos antes. Karen llega por suerte en el último momento, cuando se entera del enfrentamiento y su intervención, esa distracción permite a Ramsay matar a Luther en defensa propia, al final resuelven el misterio y por los acontecimientos en donde ambos participan al borde de la muerte, ellos se enamoran y ahora trabajan juntos en la oficina de investigación de crímenes de la policía.

## Reparto
- Tom Selleck: Jack Ramsay.
- Cynthia Rhodes: Karen Thompson.
- Gene Simmons: el Dr. Charles Luther.
- Kirstie Alley: Jackie Rogers.
- Stan Shaw: Sargento Marvin James.
- G.W.Bailey: el jefe de policía.
- Joey Cramer: Bobby Ramsay.
- Chris Mulkey: David Johnson.
- Anne-Marie Martin: una prostituta de bar.
- Michael Pau Chan: un guardia de seguridad de Vectrocon.
- Marilyn Schreffer (voz de Lois).

## Producción
La rebelión de las máquinas y la manipulación de la ciencia eran temas que le obsesionaban a Michael Crichton y a lo largo de su carrera lo trató desde ópticas diferentes. Luego de su debut como director de cine en Westworld (1973), Crichton retomó el concepto de los robots que se enfrentan a los humanos en esta película.

## Recepción
La película no tuvo éxito taquillero. Aun así fue una buena aportación a la ola de películas de robots de esa época.